# Domenico di Malamocco
Domenico (fl. X secolo) è stato un vescovo e diplomatico italiano del Ducato di Venezia, vissuto nella prima metà del X secolo.
Di lui si hanno scarse e imprecise notizie, ma di certo fu tra i più fidati collaboratori del doge Orso II Partecipazio.
Qualche tempo dopo la nomina di Orso, avvenuta nel 911, il figlio Pietro, di ritorno da una visita alla corte imperiale di Costantinopoli, fu catturato dal principe Michele di Zahumlje che lo consegnò allo zar bulgaro Simeone I. Orso non rispose con le armi ma scelse le vie diplomatiche, inviando un'ambasceria guidata da Domenico, che allora era arcidiacono della cattedrale di Malamocco. Conclusa la missione con successo, fu creato vescovo di Malamocco (dopo il 913).
Nel febbraio del 925 gli fu a capo, col nobile Stefano Calobrini, di un'altra legazione che incontrò a Pavia re Rodolfo di Borgogna per rinnovare gli accordi tra il Ducato e il Regno d'Italia. Gli ambasciatori, agendo probabilmente sulla debolezza politica del sovrano, non ottennero solo una riconferma dei patti, ma anche un aumento dei diritti veneziani; tra questi, quello di battere moneta, anche se una valuta locale era coniata almeno dal IX secolo.
Dopo questo episodio non si hanno ulteriori informazioni sul suo conto.